# Richard Flower
Pour les articles homonymes, voir Flower.
Richard Flower, né Richard Llyod (alias Graye ou Fludd) à Anglesey au Pays de Galles en 1567 et mort à York le 30 août 1588 est un laïc martyr catholique gallois sous le règne d'Élisabeth Ire.

## Biographie
Richard Flower est né dans une famille galloise demeurée fidèle à l'Église catholique. Son frère Owen Llyord est prêtre catholique. Lui-même s'engage pour la cause catholique. Il est repéré comme étant un élément actif de l'Église catholique devenue souterraine. Sur un rapport de 1584 le concernant est indiqué « releveur de prêtres » autrement dit soutien actif des prêtres catholiques opérant dans la région. Il est arrêté en 1588 à Londres alors qu'il cachait chez lui le prêtre catholique William Horner. Il est condamné à mort et exécuté par pendaison. Il est supplicié en même temps que Richard Leigh (en), Edward Shelley, Richard Martin, John Roche et Marguerite Ward.

## Vénération
Déclaré bienheureux par Jean-Paul II en 1987 Richard Flower fut l'un des Quatre-vingt-cinq martyrs d'Angleterre et de Galles béatifiés par ce dernier. Il est fêté le 30 août.